# Monte (Triacastela)
Monte (llamada oficialmente Santa María do Monte) es una parroquia y una aldea española del municipio de Triacastela, en la provincia de Lugo, Galicia.

## Otras denominaciones
La parroquia también es conocida por el nombre de Santa María de Monte.

## Organización territorial
La parroquia está formada por una entidad de población:
- Monte (O Monte)

## Demografía
Gráfica demográfica de la aldea y parroquia de Monte según el INE español:
| Gráfica de evolución demográfica de Monte entre 2000 y 2021 |
|                                                             |
| Datos según el nomenclátor publicado por el INE.            |